# Ахмадов Зелімхан Адланович
Зелімхан Адланович Ахмадов (чеч. Ӏадлани ВоӀ Зеламха; нар. 1975, Талдикорган, Казахська Радянська Соціалістична Республіка — пом. 2002, Грозний, Чечня) – чеченський військовик, активний учасник Першої і Другої російсько-чеченської війни і командувач Грозненським сектором Ічкерії. Належав до тейпу Гендергеной.

## Біографія
Зелімхан Ахмадов народився в 1975 році в сім'ї депортованих чеченців, що мешкали в Талди-курганскій області Казахстану. У 1990 році сім'я Ахмадових переїхала з Казахстану в Чечню, в місто Урус-Мартан.
Після початку Першої російсько-чеченської війни брав активну участь у військових діях, зокрема, діяв в горах Урус-Мартанівського району Чеченської Республіки Ічкерія в складі батальону свого старшого брата Рамзана Ахмадова.
Під час другої війни після загибелі Різвана очолив Грозненський джамаат і вів бойові дії проти російських військ і їх союзників. Також був відомий численними нападами і вбивствами чеченців, які співпрацювали з Росією. У квітні 2002 року брав участь у нападі на співробітників ОМОН, в результаті якого 18 силовиків померли на місці.
Загинув в результаті підриву замінованого автомобіля 20 вересня 2002 року.

## Нагороди
- Указом президента Чеченської Республіки Ічкерія 3 жовтня 2007 року Зелімхан Ахмадов був посмертно нагороджений вищим орденом ЧРІ «Честь Нації» (чеч. «Къоман сий»)[5].